# Coccidohystrix echinatus
Coccidohystrix echinatus är en insektsart som först beskrevs av Alfred Serge Balachowsky 1936.  Coccidohystrix echinatus ingår i släktet Coccidohystrix och familjen ullsköldlöss.
Artens utbredningsområde är Marocko. Inga underarter finns listade i Catalogue of Life.